# Circuito di Tsukuba
Il circuito di Tsukuba è un autodromo presente nella cittadina nipponica di Shimotsuma, nei pressi di Tsukuba.

## Storia
I lavori di costruzione dell'autodromo iniziarono nel 1966, in quanto lo scopo era avvicinare i giovani agli sport motoristici. I lavori vennero completati nel 1970 e fino ad oggi vi si sono svolti eventi motoristici ogni settimana. In particolare le grandi case automobilistiche nipponiche svolgono in questo tracciato i test per i loro nuovi modelli sportivi. 
Su questo circuito viene organizzato anche il cosiddetto Time Attack, una sfida cronometrata tra automobili elaborate che si sfidano nel battere il record del circuito.

## Struttura
Il circuito è lungo 2045 m, di cui 437 sono composti dal rettilineo più lungo presente prima dell'ultima curva. Sono disponibili 32 box e vi è spazio per ospitare 8500 spettatori.